# Lotería de Transilvania

El Plano de Fano que resuelve el problema.

La Lotería de Transilvania es una lotería donde tres números entre 1 y 14 son escogidos por un jugador, y tres números son escogidos aleatoriamente. El jugador gana si dos de sus números están entre los aleatorios. El problema de cuántos cartones debe comprar un jugador para tener certeza de que ganará puede ser resuelto utilizando el Plano de Fano.
La solución es comprar un total de 14 cartones, en dos conjuntos de siete. Un conjunto corresponde a cada línea del plano de Fano con los números 1-7, y el otro con los números 8-14. Es decir:
1-2-5, 1-3-6, 1-4-7, 2-3-7, 2-4-6, 3-4-5, 5-6-7, 8-9-12, 8-10-13, 8-11-14, 9-10-14, 9-11-13, 10-11-12, 12-13-14.
En estos cartones, al menos dos de los números ganadores son altos (8-14) o bajos (1-7), lo que da una certeza de que al menos dos números estarán correctos. 21/16 de las veces se tendrá un cartón con dos números ganadores. Si los tres números ganadores son altos o bajos, se debería tener un cartón con los tres números (1/26 de probabilidad de que ocurra) o tres cartones diferentes que coincidan en dos (4/26 de probabilidad).